# The Lost Tapes II
Albums de Nas
Nasir
(2018) King's Disease
(2020)
The Lost Tapes II est une compilation du rappeur américain Nas, sortie en 2019. Elle fait suite à The Lost Tapes, sortie en 2002, et regroupe des titres non utilisés pour les albums Hip Hop Is Dead (2006), Untitled (2008), Life Is Good (2012) et Nasir (2018).

## Historique
The Lost Tapes est publiée en 2002 et compile des chansons non utilisées lors des enregistrements des albums studio I Am... (1999) et Stillmatic (2001). The Lost Tapes 2 devait initialement sortir dans la foulée en décembre 2003, avec de nouveaux inédits, remixes et freestyles. Le projet n'est finalement pas commercialisé, d'autant plus qu'en 2006, Nas rejoint le label Def Jam.
Lors d'une interview radiophonique en juin 2010, Nas déclare qu'il a de nombreuses chansons de côté qui ne feront pas un album studio mais éventuellement un Lost Tapes 2 et même un volume 3. En septembre 2010, il annonce The Lost Tapes 2 pour décembre de la même année. Cependant, la sortie est annulée par Def Jam, ce qui engendre un conflit entre Nas et les dirigeants du label. Certains fans du rappeur lancent alors une pétition en ligne pour forcer Def Jam à sortir la compilation. Nas se concentre finalement sur un nouvel album studio, Life Is Good (2012), et met de côté le projet The Lost Tapes 2,.
En juin 2019, Nas publie sur son compte Instagram une vidéo promotionnelle annonçant la sortie de The Lost Tapes 2 dans un futur proche. Le 2 juillet 2019, une bande-annonce présentant la pochette, les titres et les producteurs est dévoilée en même temps que la date de sortie : 19 juillet 2019. On peut y entendre le titre Lost Freestyle.

## Liste des titres
Sources : Rolling Stone
| No  | Titre                                                                 | Auteur                                                                               | Producteurs                       | Durée |
| --- | --------------------------------------------------------------------- | ------------------------------------------------------------------------------------ | --------------------------------- | ----- |
| 1.  | No Bad Energy                                                         | - Nasir Jones - Kaseem Dean - Abraham Orellana                                       | - Swizz Beatz - AraabMuzik        | 3:02  |
| 2.  | Vernon Family                                                         | - Jones - Pharrell Williams - Jamal Sublett                                          | Williams                          | 3:00  |
| 3.  | Jarreau of Rap (Skatt Attack) (featuring Al Jarreau et Keyon Harrold) | - Jones - Keyon Harrold - Eddie Cole - Dave Brubeck - Al Jarreau                     | - Xharlie Black - Nas (prod. ad.) | 3:19  |
| 4.  | Lost Freestyle                                                        | - Jones - Patrick Baril - Angela Bofill                                              | Statik Selektah                   | 3:24  |
| 5.  | Tanasia                                                               | - Jones - Robert Diggs - Michael Dunford - Betty Newsinger                           | RZA                               | 3:50  |
| 6.  | Royalty (featuring RaVaughn)                                          | - Jones - Chauncey Hollis - Christopher Breaux                                       | Hit-Boy                           | 4:50  |
| 7.  | Who Are You (featuring David Ranier)                                  | - Jones - Eric Hudson - David Ranier Webber                                          | Eric Hudson                       | 3:44  |
| 8.  | Adult Film (featuring Swizz Beatz)                                    | - Jones - Dean                                                                       | Swizz Beatz                       | 4:10  |
| 9.  | War Against Love                                                      | - Jones - Dacoury Dahi Natche - Khalil Abdul-Rahman                                  | - DJ Khalil - DJ Dahi             | 3:47  |
| 10. | The Art of It (featuring J. Myers)                                    | - Jones - Peter Phillips - Jamal Sublett - Vincent Brown - Anthony Criss - Keir Gist | Pete Rock                         | 4:08  |
| 11. | Highly Favored                                                        | - Jones - Diggs - Homer Banks - Carl Hampton - Raymond Jackson                       | RZA                               | 2:23  |
| 12. | Queens Wolf                                                           | - Jones - Aldrin Davis                                                               | DJ Toomp                          | 3:46  |
| 13. | It Never Ends                                                         | - Jones - Daniel Maman - Colin Gibson - Kenny Craddock                               | The Alchemist                     | 3:32  |
| 14. | You Mean the World to Me                                              | - Jones - Kanye West - Leroy Hutson                                                  | Kanye West                        | 3:00  |
| 15. | QueensBridge Politics                                                 | - Jones - Phillips                                                                   | Pete Rock                         | 3:02  |
| 16. | Beautiful Life (featuring RaVaughn)                                   | - Jones - Ernest Wilson - Reginald Brown - Richard Davis - Stafford Floyd            | No I.D.                           | 6:41  |